# Magic Carpet Ride
Magic Carpet Ride är en rocklåt skriven av John Kay och Rushton Moreve, utgiven och inspelad av rockgruppen Steppenwolf, i vilka båda var medlemmar. Låten spelades in 1968 och utgavs som singel samma år. Den finns med på gruppens andra studioalbum Steppenwolf the Second. Singelversionen är betydligt kortare än albumversionen. Låten är näst efter "Born to be Wild" gruppens kändaste låt.
Låten har senare förekommit i filmer och TV-serier, till exempel En tavla för mycket (1986), Uppgörelsen (1989), Apollo 13 (1993) och The Dish (2000).

## Listplaceringar
| Lista (1968-1969) | Position                              |
| ----------------- | ------------------------------------- |
| Australien        | 13 (Go Set)                           |
| Danmark           | 20 (DR "Top 20")                      |
| Kanada            | 1                                     |
| Nya Zeeland       | 5 (NZ Listner)                        |
| Sverige           | - (Testad på Tio i topp, ej inröstad) |
| USA               | 3 (Billboard Hot 100)                 |
| Västtyskland      | 11                                    |
| Österrike         | 12                                    |